# Ceratomia sonorensis
Ceratomia sonorensis är en fjärilsart som beskrevs av Ronald W. Hodges 1971. Ceratomia sonorensis ingår i släktet Ceratomia och familjen svärmare. Inga underarter finns listade i Catalogue of Life.